# Anja Schache
Anja Schache (nacida como Anja Müller, Potsdam, 29 de marzo de 1977) es una deportista alemana que compitió en esgrima, especialista en la modalidad de florete. Está casada con el esgrimidor alemán Lars Schache.
Ganó dos medallas en el Campeonato Mundial de Esgrima, plata en 2005 y bronce en 2009, y una medalla de bronce en el Campeonato Europeo de Esgrima de 2011.
Participó en dos Juegos Olímpicos de Pekín 2008, ocupando el quinto lugar en el torneo por equipos y el 23.º en la prueba individual.

## Palmarés internacional
| Campeonato Mundial | Campeonato Mundial      | Campeonato Mundial | Campeonato Mundial  |
| Año                | Lugar                   | Medalla            | Prueba              |
| ------------------ | ----------------------- | ------------------ | ------------------- |
| 2005               | Leipzig (Alemania)      | Medalla de plata   | Florete individual  |
| 2009               | Antalya (Turquía)       | Medalla de bronce  | Florete por equipos |
| Campeonato Europeo |                         |                    |                     |
| Año                | Lugar                   | Medalla            | Prueba              |
| 2011               | Sheffield (Reino Unido) | Medalla de bronce  | Florete por equipos |